# Sieleckiite
La sieleckiite è un minerale.